# 윤숭
윤숭은 대한민국의 가수다. 2021년 EP 《그 방을 열고 나올 사람은 나밖에 없네》로 정식 데뷔했다.

## 방송
- 포커스 : Folk Us (2020) - Top41(30위)

## 음반
- 작은물 컴필레이션 (2019)
- 그 방을 열고 나올 사람은 나밖에 없네 (2021)